# Tourrette-Levens
Tourrette-Levens (Occitaans: Torreta de Levens; Italiaans (verouderd): Torretta Levenzo) is een gemeente in het Franse departement Alpes-Maritimes (regio Provence-Alpes-Côte d'Azur). De plaats maakt deel uit van het arrondissement Nice. Tourrette-Levens telde op 1 januari 2022 4.633 inwoners.

## Geografie
De oppervlakte van Tourrette-Levens bedroeg op 1 januari 2022 16,5 vierkante kilometer; de bevolkingsdichtheid was toen 280,8 inwoners per km².
De onderstaande kaart toont de ligging van Tourrette-Levens met de belangrijkste infrastructuur en aangrenzende gemeenten.

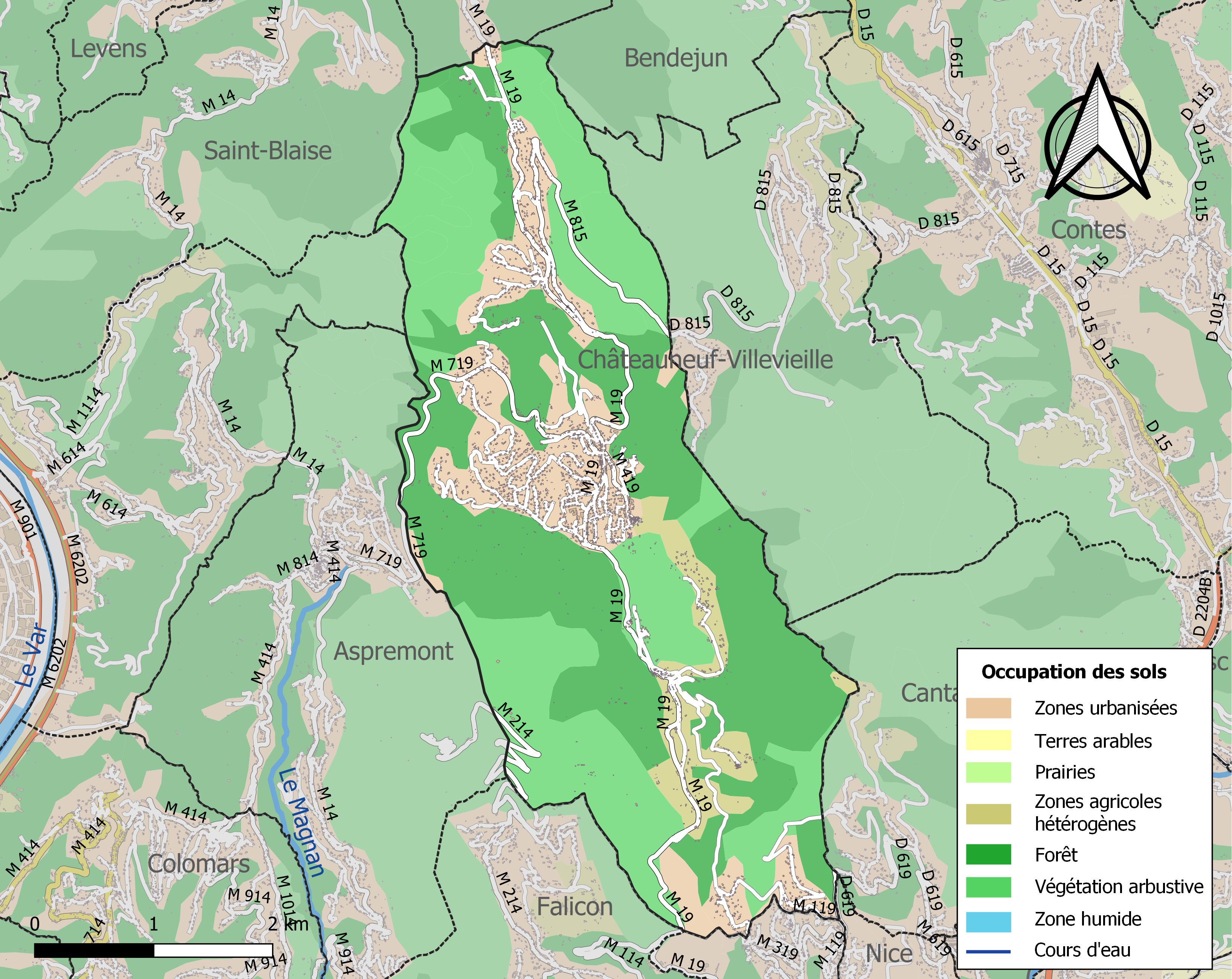

## Demografie
Onderstaande figuur toont het verloop van het inwonertal (bron: INSEE-tellingen).
Vanwege een beveiligingsprobleem met de MediaWiki Graph-software is het momenteel niet mogelijk deze grafiek weer te geven. Zodra de software is bijgewerkt zal de grafiek vanzelf weer zichtbaar worden.